# Pro TV
«Pro TV» — румынский коммерческий телеканал. Входит в состав холдинга Central European Media Enterprises.

## История
Основан 1 декабря 1995 года в Бухаресте. С 1996 по 1998 годы была показана румынская версия "Своей игры" - "Risti si castigi" (ведущим был Константин Котиматис.) В марте 1997 года стартовал первый выпуск телеигры "Roata norocului" (румынского варианта "Поля чудес".) С 3 сентября 1999 года вещает в Молдавии под названием ProTV Chișinău. Лауреат Emmy Award в категории «Новости» в 2008 году за кампанию «Вы знаете, что делает ваш ребёнок?». Лауреат NAB International Broadcasting Excellence Award за ряд социальных кампаний. В 2012 году был самым просматриваемым телеканалом в Румынии с долей 16,8 % по стране. Информационную программу «Știrile Pro TV» смотрит 25,1 % аудитории Румынии. Её бессменной ведущей является Андрэя Эска.